# Progresso americano
Progresso americano (American Progress) è un dipinto a olio del 1872 del pittore John Gast.

## Descrizione
L'opera è un'allegoria del Destino manifesto e dell'espansione verso ovest americana. Il dipinto, di dimensioni 29,2 cm × 40,0 cm, venne commissionato nel 1872 da George Crofutt, un editore di guide di viaggio sull'Ovest americano, ed è stato riprodotto frequentemente tramite le stampe cromolitografiche e le incisioni. Crofutt descrisse così la composizione:
La donna raffigurata al centro è Columbia, personificazione degli Stati Uniti d'America, con in fronte una stella. Columbia cammina da est a ovest portando con sé il progresso e la civilizzazione, ponendosi come guida dei coloni che la seguono a piedi, a cavallo, in carro e in treno. Mentre Columbia si muove verso ovest, dei popoli autoctoni e un gruppo di bisonti fuggono da lei, mentre i coloni avanzano, a simboleggiare l'ineluttabilità del progresso tecnologico. 